# Everything You've Come to Expect
Everything You've Come to Expect —en español: Todo lo que esperabas— es el segundo álbum de estudio publicado por la banda de indie rock inglesa The Last Shadow Puppets y cuenta con los arreglos de Owen Pallett. El álbum fue lanzado el 1 de abril de 2016 en el Reino Unido bajo el sello discográfico Domino Records.

## Antecedentes y grabación
En una entrevista con Live4Ever, el co-vocalista Alex Turner comentó que el álbum se originó a partir de las sesiones de composición musical con su compañero Miles Kane, y pronto ambos sintieron el deseo de revivir el proyecto que había quedado suspendido desde la publicación de su álbum debut The Age of the Understatement el 2008. El álbum fue grabado durante el verano de 2015 en los estudios Shangri La de Malibú, California., al lado del reconocido productor discográfico Rick Rubin. La banda aseguró que el proyecto iba a ser la segunda entrega de una trilogía de álbumes que lanzarían. En una entrevista con NME, The Last Shadow Puppets afirmaron que la composición del álbum estaba influenciado por Isaac Hayes y The Style Council, a diferencia del primer álbum que estuvo influenciado por Scott Walker. Después de las especulaciones sobre el lanzamiento del álbum provocado por un tuit de Owen Pallett, el productor del álbum, James Ford, declaró en noviembre de 2015 que el álbum ya había sido terminado.
En una entrevista con LA Weekly, la banda dijo que el fondo de orquesta que se presenta en el álbum fue grabado en el United Recording de Hollywood.

## Cubierta del álbum
La carátula del álbum consiste en una fotografía en tono sepia de la cantante Tina Turner donde se la aprecia bailando, tomada originalmente en 1969 en la Ciudad de Nueva York.
La cubierta de Everything You've Come to Expect venció a la cubierta de Blackstar de David Bowie y ganó la nominación de Mejor Portada de Álbum de 2016. El premio fue organizado por Art Vinyl.

## Recepción crítica
Everything You've Come to Expect recibió críticas positivas en su mayoría por parte de los críticos de música contemporánea. En Metacritic, el cual asigna un índice normalizado de 100 revisiones el álbum recibió una puntuación mediana de 70, basada en 28 revisiones, las cuales indican que fueron "generalmente revisiones favorables".
The Independent destacó la naturaleza experimental del álbum, y escribió que el álbum "mejora con el tiempo".

### Reconocimientos
| Sello       | Reconocimiento  | Año  | Posición |
| ----------- | --------------- | ---- | -------- |
| Rough Trade | Álbumes del Año | 2016 | 56       |

## Listado de pistas
Todas las letras escritas por Alex Turner and Miles Kane, except where noted, toda la música compuesta por The Last Shadow Puppets, excepto donde se especifica otro(s) compositor(es). 
| Everything You've Come to Expect – Standard edition |                                    |                               |          |  |
| N.º                                                 | Título                             | Escritor(es)                  | Duración |  |
| 1.                                                  | «Aviation»                         | Alex Turner, Miles Kane       | 3:43     |  |
| 2.                                                  | «Miracle Aligner»                  | Alex Turner, Alexandra Savior | 4:05     |  |
| 3.                                                  | «Dracula Teeth»                    | Alex Turner, Miles Kane       | 2:51     |  |
| 4.                                                  | «Everything You've Come to Expect» | Alex Turner, Miles Kane       | 3:13     |  |
| 5.                                                  | «The Element of Surprise»          | Alex Turner, Miles Kane       | 2:52     |  |
| 6.                                                  | «Bad Habits»                       | Alex Turner, Miles Kane       | 3:00     |  |
| 7.                                                  | «Sweet Dreams, TN»                 | Alex Turner                   | 3:56     |  |
| 8.                                                  | «Used to Be My Girl»               | Alex Turner, Miles Kane       | 2:55     |  |
| 9.                                                  | «She Does the Woods»               | Alex Turner, Miles Kane       | 3:30     |  |
| 10.                                                 | «Pattern»                          | Alex Turner, Miles Kane       | 4:15     |  |
| 11.                                                 | «The Dream Synopsis»               | Alex Turner                   | 3:03     |  |

Edición digital:
| Everything You've Come to Expect – Digital edition |                       |              |          |  |
| N.º                                                | Título                | Escritor(es) | Duración |  |
| 12.                                                | «The Bourne Identity» | Alex Turner  | 3:05     |  |

Edición deluxe:
| Everything You've Come to Expect – Deluxe edition |                                                      |                                                       |          |  |
| N.º                                               | Título                                               | Escritor(es)                                          | Duración |  |
| 13.                                               | «Aviation» (The Dream Synopsis EP Version)           | Alex Turner, Miles Kane                               | 3:46     |  |
| 14.                                               | «Les Cactus»                                         | Jacques Dutronc, Jacques Lanzmann                     | 3:20     |  |
| 15.                                               | «Totally Wired»                                      | Paul Hanley, Marc Riley, Craig Scanlon, Mark E. Smith | 3:37     |  |
| 16.                                               | «This Is Your Life»                                  | Rob Chapman                                           | 2:55     |  |
| 17.                                               | «Is This What You Wanted»                            | Leonard Cohen                                         | 6:46     |  |
| 18.                                               | «The Dream Synopsis» (The Dream Synopsis EP Version) | Alex Turner                                           | 3:42     |  |

## Personal
Los créditos se adaptaron de las notas del álbum.

#### The Last Shadow Puppets
- Miles Kane – voz y coros; guitarra eléctrica y acústica; saxófono
- Alex Turner – voz y coros; guitarra eléctrica y acústica; teclado; percusión
- Zach Dawes – bajo; percusión; guitarra; teclado
- James Ford – batería, percusión, teclado

#### Personal adicional
- Matt Helders – coros
- Owen Pallett – arreglos
- Alwyn Wright – violín
- Amy Wickman – violín
- Chris Bautista – violín
- Chris Woods – violín
- Daphne Chen – violín
- Eric Gorfrain – violín
- Gina Kronstadt – violín
- Leah Katz – violín
- Marisa Kuney – violín
- Nick Daley – violín
- Rodney Wirtz – viola
- John Krovoza – violoncelo
- Peggy Baldwin – violoncelo
- Richard Dodd – violoncelo
- Ian Walker – contrabajo
- Sara And on – flauta
- Stephanie O'Keefe – corno francés

#### Producción
- James Ford – producción
- Sean Oakley – ingeniería de sonido
- Brian Lucey – mastering
- Tchad Blake – mixing
- Ross Hogarth – grabación de orquesta
- Ben Chappell – fotografía
- Jack Robinson – cubierta de álbum
- Matthew Cooper – diseño gráfico

## Listas internacionales

### Listas semanales
| Lista (2016)                       | Posicionamiento |
| Australian Albums (ARIA)           | 9               |
| Austrian Albums (Ö3 Austria)       | 14              |
| Belgian Albums (Ultratop Flanders) | 1               |
| Belgian Albums (Ultratop Wallonia) | 6               |
| Dutch Albums (MegaCharts)          | 2               |
| French Albums (SNEP)               | 6               |
| German Albums (Offizielle Top 100) | 18              |
| Irish Albums (IRMA)                | 3               |
| Italian Albums (FIMI)              | 21              |
| New Zealand Albums (RMNZ)          | 26              |
| Norwegian Albums (VG-lista)        | 36              |
| Portuguese Albums (AFP)            | 11              |
| Swedish Albums (Sverigetopplistan) | 58              |
| Swiss Albums (Schweizer Hitparade) | 13              |
| UK Albums (OCC)                    | 1               |
| US Billboard 200                   | 83              |
| ---------------------------------- | --------------- |